# Miroscyllium sheikoi
Il pescecane denti a raspa (Miroscyllium sheikoi (Dolganov, 1986)), unica specie del genere Miroscyllium, è un pescecane diffuso lungo la dorsale Kyushu-Palau, nell'Oceano Pacifico nord-occidentale, a profondità di 360 m. La sua lunghezza massima è sconosciuta.